# غي مانوكيان
غي مانوكيان (1976 -) هو موسيقي ومؤلف موسيقي وعازف بيانو أرمني لبناني. بدأ بعزف البيانو منذ الصغر، وعزف في القصر الجمهوري في بعبدا في عمر السابعة. تخرّج بشهادة الحقوق من إيطاليا، ولعب كرة السلة بشكل احترافي في نادي الـ هومنتمن اللبناني والأرمني، إلى أن تسلّم زمام إدارة برنامج كرة السلة للنادي.
أسس مانوكيان شركة لإنتاج الموسيقى Manoukian Music حيث ينتج ويوزع الموسيقى لمختلف الفنانين والفنانات وللأفلام والفيديو والإعلانات بالإضافة إلى تنظيم الحفلات الموسيقية.
مانوكيان متزوج وله ولدين.

## الألبومات
- 1997: Angham
- 1998: The Revolt
- 1999: Senses
- 2003: Sarab
- 2005: Live in Cairo
- 2009: Assouman
- 2014: Nomad

## وصلات خارجية
- غي مانوكيان على موقع ميوزك برينز (الإنجليزية)
- غي مانوكيان على موقع ديسكوغز (الإنجليزية)

- الموقع الرسمي